# Dryomys niethammeri
Dryomys niethammeri és una espècie de mamífer rosegador esciüromorf de la família Gliridae. És endèmic del Pakistan.

## Distribució i hàbitat
Aquesta espècie està, aparentment restringida a estepes seques de boscos de ginebre a la província de Balutxistan, Pakistan.